# Rolf von Goth

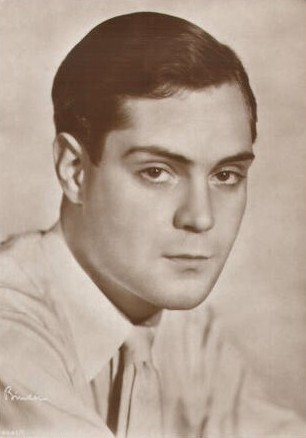

Rolf von Goth, född 5 november 1906 i Windhoek i dåvarande Tyska Sydvästafrika (nuvarande Namibia), död 9 november 1981, var en tysk skådespelare. 

## Filmografi (urval)
- 1927 – Metropolis
- 1930 – Mach' mir die Welt zum Paradies